# Jovellanismo
El jovellanismo (y el adjetivo derivado jovellanista) es una denominación historiográfica, utilizada con diversas matizaciones desde comienzos del siglo XIX en España; especialmente para designar a una corriente política formada en el denominado bando patriota de la Guerra de la Independencia Española, intermedia entre los liberales y los absolutistas, y que fue dominante en el periodo organizativo que precedió a las Cortes de Cádiz. Ideológicamente era continuadora de la Ilustración española en sus manifestaciones más próximas al denominado despotismo ilustrado; y sus planteamientos fueron recogidos posteriormente por el moderantismo.
Era fundamentalmente un grupo de intelectuales (aparte de Jovellanos, Juan Pérez Villaamil o Antonio de Capmany), que pretendían la aplicación de la denominada "teoría de la constitución interna" o "constitución histórica", que entendiera la soberanía como compartida entre el rey y las Cortes (que mantendrían su representación estamental tradicional). La identificación con las posturas jovellanistas no se limitaron al bando patriota; muchos personajes muy cercanos a Jovellanos, incluso de gran amistad, como Juan Meléndez Valdés, Francisco Cabarrús, Juan Agustín Ceán Bermúdez, Leandro Fernández de Moratín o el propio Francisco de Goya estuvieron en el bando afrancesado o al menos permanecieron en sus cargos bajo la administración de José Bonaparte.
Jovellanistas también es el nombre de una sociedad secreta de carácter conspirativo liberal (del estilo de los carbonarios o de los numantinos) supuestamente activa en 1837.

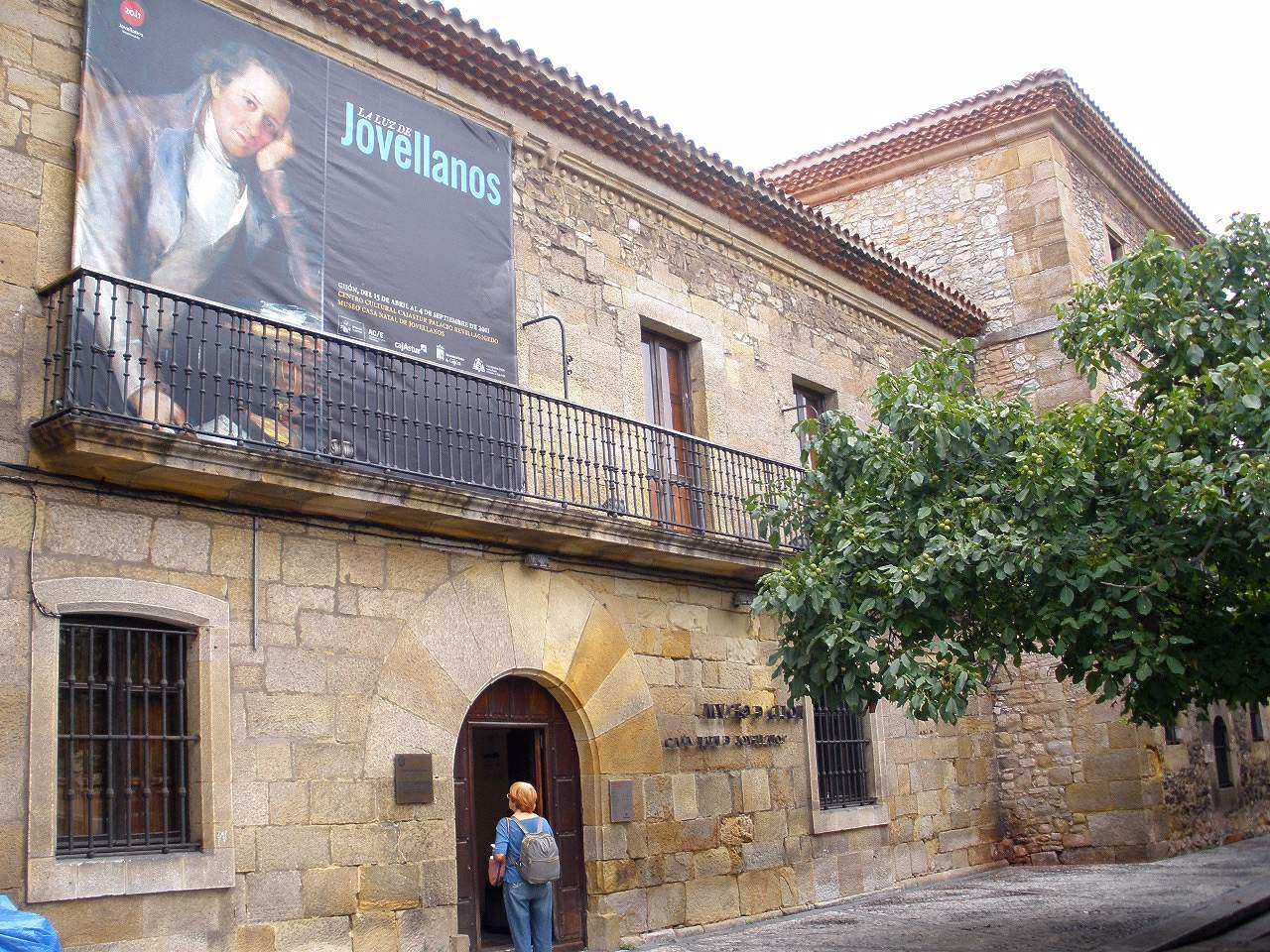
Casa-Museo Jovellanos en Gijón. El cartel utiliza el famoso retrato de Jovellanos de Goya.
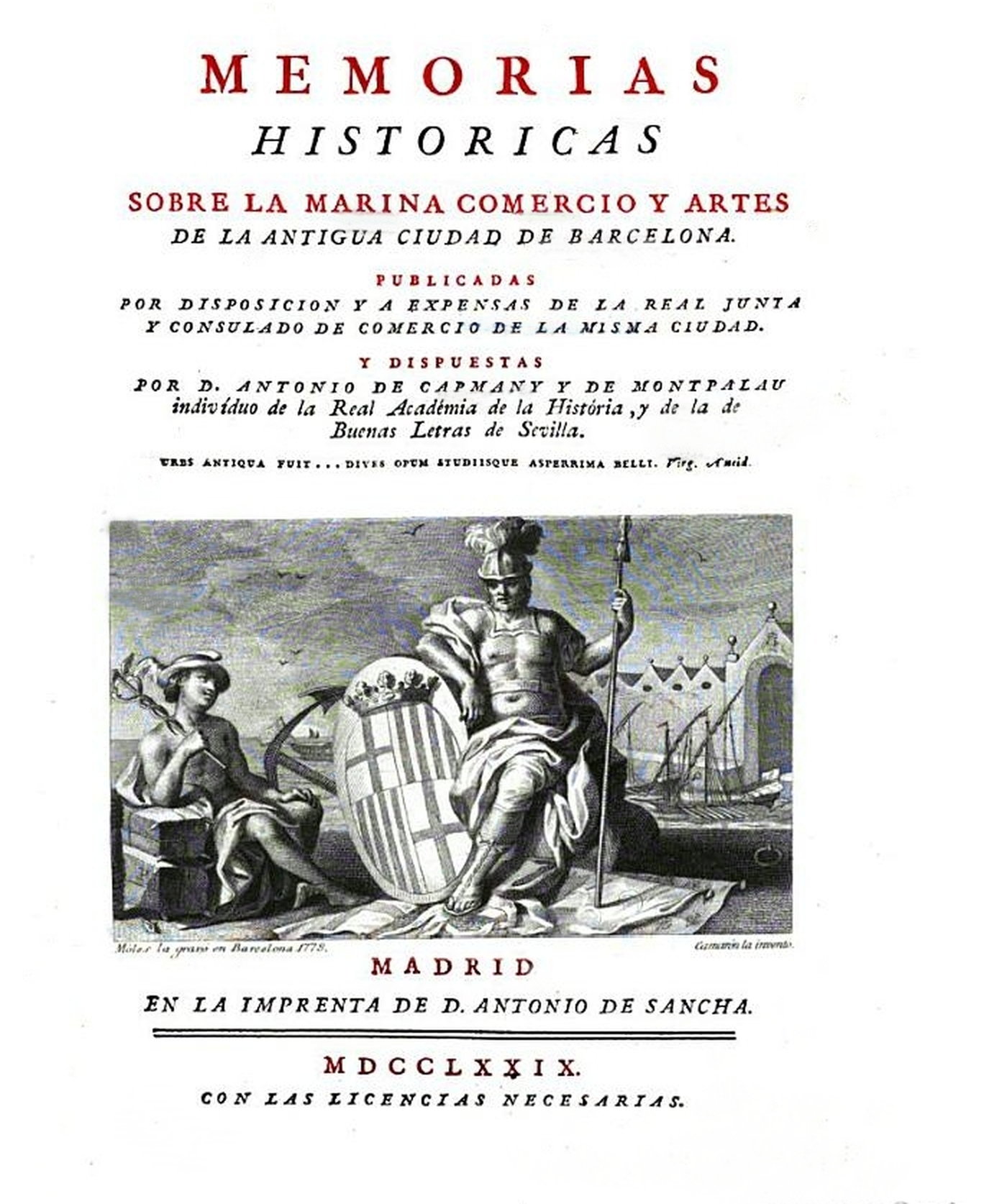
Memorias históricas sobre la marina, comercio y artes de la antigua ciudad de Barcelona. Publicadas por disposición y a expensas de la Real Junta y Consulado de Comercio de la misma ciudad y dispuestas por Antonio de Capmany y Montpalau, Madrid: Sancha, 1779.

## Contexto actual
En contextos de actualidad se refiere específicamente a un campo de estudio, el de la figura de Gaspar Melchor de Jovellanos; y a las cuestiones a ello vinculadas, muy importantes en el Principado de Asturias y en la ciudad de Gijón:
- Año jovellanista (el 2011, bicentenario de su muerte), publicaciones e instituciones jovellanistas:

- Real Instituto Jovellanos
- Fundación Foro Jovellanos del Principado de Asturias

- Boletín Jovellanista

- Museo Jovellanos
- Flor jovellanista o flor jovellana; especie descubierta en Brasil en 1798 (Jovellana scapiflora, género Jovellana -de la familia Scrophulariaceae-, con cuatro especies en Nueva Zelanda y dos en Chile -Jovellana violacea y Jovellana punctata-) e insignia jovellanista realizada a partir de ella.
- También hay una familia extinta de moluscos Nautiloidea que ha recibido el nombre Jovellaniidae, que incluye el género Jovellania.